# Grana del Monferrato
Le Grana del Monferrato est un cours d’eau italien des provinces d’Asti et d’Alexandrie, affluent de droite du fleuve Pô.
Le Grana del Monferrato, à distinguer du torrent Grana qui court en province de Coni), recueille les eaux des collines du Montferrat septentrional et court presque entièrement dans la Province d'Alexandrie.

## Parcours
Il nait en province d'Asti près de la commune de Grana de  l’union de deux minuscules ruisseaux provenant respectivement de la commune de Calliano et de Grazzano Badoglio. De là, il entre en province d'Alexandrie, se divise brièvement en deux bras pour se réunir à nouveau près de la commune de Cuccaro Monferrato. Près de la commune de Mirabello Monferrato, le torrent reçoit une petite part des eaux d’irrigation du canale Lanza (qui naît du Pô à Casale Monferrato) ce qui augmente significativement le débit. De là, son cours canalisé traverse la commune de Giarole en entrant dans la plaine pour s’écouler aux pieds des derniers contreforts du Montferrat, presque parallèlement au cours du Pô. Il baigne la commune de Pomaro Monferrato, et reçoit quelques kilomètres en aval, à sa droite le rio Anda, le rio Fosseto et le rio Fogliabella.
Il débouche dans le fleuve Pô près de la commune de Valenza, non loin des confins avec la Lombardie.
Le torrent a un débit modeste (2,2 m3/s près de l’embouchure), mais est soumis aux débits irréguliers du canale Lanza, près de Giarole.
En raison des importantes précipitations et surtout à cause du caractère capricieux de son affluent principal, le rio Anda, le Grana inonde la campagne en zone de plaine.

## Sources
- (it) Cet article est partiellement ou en totalité issu de l’article de Wikipédia en italien intitulé « Grana del Monferrato » (voir la liste des auteurs).